# 顾高镇
顾高镇，是中华人民共和国江苏省泰州市姜堰区下辖的一个乡镇级行政单位。

## 行政区划
顾高镇下辖以下地区：
顾高社区、顾高村、夏庄村、芦庄村、塘桥村、翟庄村、野庄村、千佛村、申洋村、俞庄村、张庄村和西芦村。